# Rechtsnavelrietkruiper
De rechtsnavelrietkruiper (Limnoctites rectirostris) is een zangvogel uit de familie Furnariidae (ovenvogels).

## Verspreiding en leefgebied
Deze soort komt in zuidelijk Brazilië, zuidelijk Uruguay en oostelijk Argentinië.

## Status
De grootte van de populatie is niet gekwantificeerd maar de soort wordt omschreven als vrij algemeen maar met een versnipperde verspreiding. Op de Rode lijst van de IUCN heeft deze soort de status gevoelig.